# Cryptogramma
Cryptogramma is een geslacht met ongeveer tien soorten uit de lintvarenfamilie (Pteridaceae).
Het geslacht komt wereldwijd voor in gematigde streken waar ze voornamelijk op rotsige bodems groeien.
Cryptogramma-soorten worden gekenmerkt door hun dimorfe bladen: de fertiele bladen zijn meestal langer dan de steriele, en hebben smallere bladslipjes, die zich omkrullen rond de sporenhoopjes aan de onderzijde. De steriele bladeren lijken wat op peterselie, vandaar de Engelstalige naam 'Parsley fern'. De sporenhoopjes bezitten geen dekvliesje.
De gekroesde rolvaren (Cryptogramma crispa) komt, zij het zeldzaam, in België voor.

## Naamgeving enetymologie
- Synoniemen: Homopteris Ruprecht (1845), Phorolobus Desv. (1827)
- Engels:' Parsley fern, Rockbrake

De botanische naam Cryptogramma is een samenstelling van Oudgrieks κρυπτός, kruptos, (verborgen) en γραμμή, grammē, (lijn), naar de wat verborgen liggende sporenhoopjes.

## Taxonomie
Het geslacht werd vroeger wel tot de familie Adiantaceae, de familie Polypodiaceae of tot de familie Notholaenaceae gerekend.
Het telt ongeveer tien soorten. De taxonomie is echter nog aan wijzigingen onderhevig.

### Soortenlijst
- Cryptogramma acrostichoides R.Br. (1823) (Noord-Amerika, Siberië)
- Cryptogramma brunoniana Wall. (1828) (Oost-Azië)
- Cryptogramma cascadensis E.R. Alverson (1989) (Noord-Amerika)
- Cryptogramma crispa (L.) R.Br. ex Hook. (1842) (Gekroesde rolvaren) (wereldwijd)
- Cryptogramma emeiensis Ching & Shing (1982) (China)
- Cryptogramma raddeana Fomin (1929) (China, Siberië)
- Cryptogramma shensiensis Ching (1974) (China)
- Cryptogramma sitchensis (Rupr.) Moore (1857) (Noord-Amerika, Siberië)
- Cryptogramma stelleri (S.G.Gmel.) Prantl. (1882) (wereldwijd)